# Дарлинг, Сэмюэл Тейлор
Сэмюэл Тейлор Дарлинг (англ. Samuel Taylor Darling; 6 апреля 1872, Хэррисон, Нью-Джерси — 21 мая 1925, Бейрут) — американский микробиолог и медицинский паразитолог.

## Биография
Hодился в городе Гаррисоне в штате Нью-Джерси 6 апреля 1872 года. В 1903 году он получил медицинскую степень в Колледже врачей и хирургов в Балтиморе. После этого два года работал патологом в городской больнице Балтимора. В 1906 году возглавил лабораторию при Комиссии по Истмийскому каналу в Панаме. В 1915 году стал членом Международного совета здравоохранения Фонда Рокфеллера. Стал главой комиссии по изучению анкилостомоза в юго-восточной Азии и Океании (Малайе, Ява и Фиджи). С 1917 по 1920 году работал в Бразилии. Международный совет здравоохранения поручил ему основать в Сан-Паулу Институт гигиены. В1920 году у него была обнаружена опухоль головного мозга и проведена операция по её удалению. С 1922—1925 годы проводил исследования малярии на биологической станции в Лисберге (штат Джорджия). В 1924 году Дарлинг был избран президентом Американского общества тропической медицины и гигиены и почётным членом Королевского общества тропической медицины и гигиены. В марте 1925 года составе Комиссии по малярии Секции здравоохранения Лиги Наций выехал в Подмандатную Сирию для исследовании малярии. Погиб в автокатастрофе 20 мая 1925 года недалеко от Бейрута.

## Научная деятельность
Научные исследования Дарлинга были посвящены медицинской паразитологии. Был признан одним из ведущих специалистов в области изучения малярии. Первые публикации были посвящены гистоплазмозу в Панаме. Это заболевание напоминает по симптомам висцеральный лейшманиоз, было отнесено первоначально к простейшим, но впоследствии оказалось что этот организм относится к грибам. В дальнейшем Дарлинг первым обнаружил лейшманиоз в Центральной Америке.
Дарлинг открыл в Панаме новое трипаносомное заболевание лошадей и мулов, вызываемое Trypanosoma hippicum. Он изучил все фазы этого заболевания и подробно описал патологическую анатомию животных, как естественно, так и экспериментально заражённых. Исследования Дарлинга сыграли значительную роль в установлении различий между возбудителями амёбной дизентерии Endamoeba histolytica и Endamoeba tetragena. Изучая саркоспоридиоза у человека предложил «теорию биологического тупика». Паразит какого-то низшего животного случайно попал в организм человека, у которого он не является естественным паразитом. Здесь он оказался в тупике, поскольку у него не было возможности выбраться и заразить новых хозяев.
В области гельминтологии основные достижения Дарлинга связаны с диагностикой, лечением и выяснением распространения анкилостомоза.
В честь Дарлинга названы три вида: кровососущий комар Anopheles darlingi, древесная крыса Diplomys darlingi и паразитическое простейшее Besnoitia darlingi.

## Публикации
Опубликовал более 70 научных работ.
- Darling S. T. Studies in Relation to Malaria (англ.). — Washington: U.S. Government Printing Office, 1910. — 46 p.

- Darling S. T. Strongyloides infections in man and animals in the isthmian canal zone (англ.) // Journal of Experimental Medicine. — 1911. — Vol. 14, iss. 1. — P. 1–24. — ISSN 0022-1007. — doi:10.1084/jem.14.1.1.

- Darling S. T. Factors in the Transmission and Prevention of Malaria in the Panama Canal Zone (англ.) // Annals of Tropical Medicine & Parasitology. — 1910. — ISSN 0003-4983. — doi:10.1080/00034983.1910.11685711.

- Darling S. T. Oriental sore in Panama (англ.) // Archives of Internal Medicine. — 1911. — Vol. VII, iss. 5. — P. 581–597. — ISSN 0730-188X. — doi:10.1001/archinte.1911.00060050003001.

- Darling S. T., Connor R. C. A case of oriental sore (Dermal leishmaniosis) in a native colombian (англ.) // Journal of the American Medical Association. — 1911. — Vol. LVI, iss. 17. — P. 1257–1258. — ISSN 0002-9955. — doi:10.1001/jama.1911.02560170021008.